# 露西尔·惠勒
露西尔·惠勒（英語：Lucile Wheeler，1935年1月14日—），加拿大女子高山滑雪运动员。她曾代表加拿大参加1952年和1956年冬季奥林匹克运动会高山滑雪比赛，其中1956年冬季奥运会获得一枚铜牌。